# Hladno pivo
Hladno pivo – chorwacki zespół punkrockowy z Zagrzebia. Założony w 1988 roku.

## Skład
- Mile - wokal
- Zoki - gitara
- Šoky - gitara basowa
- Suba - perkusja
- Stipe - trąbka
- Deda - instrumenty klawiszowe

## Dyskografia
- Džinovski 1993
- G.A.D. 1993
- Desetka 1997
- Pobjeda 1999
- Istočno od Gajnica 2000
- Šamar 2003
- Knjiga žalbe 2007
- Svijet glamura 2011
- Dani zatvorenih vrata 2015